# Bríet Bjarnhéðinsdóttir
En aquest nom islandès, el darrer nom és un patronímic, no pas un cognom. La manera de referir-se a aquesta persona és pel nom de pila.
Bríet Bjarnhéðinsdóttir (27 de setembre de 1856 – 16 de març de 1940) va ser una de les primeres activistes feministes i sufragistes d'Islàndia. Va ser a més la fundadora de la primera revista de dones a Islàndia, Kvennablaðið. Durant un temps, va treballar a l'ajuntament de Reykjavik.
Bríet, una professora d'escola, es va graduar d'una escola de dones l'any 1880 i va començar a treballar a Reykjavik l'any 1887. Des de 1885, va escriure diversos articles a favor dels drets de les dones, sota el nom d'AESA, i després de mudar-se a la campital va fer discursos sobre els drets de la dona. L'any 1888, es va casar amb l'editor liberal Valdimar Ásmudsson. Va fundar una associació de dones (1894), va portar una revista de dones (1895-1926), va cofundar una associació de periodistes (1897) i va gestionar una revista infantil (1898-1903).
En els anys 1902 i 1904, Bríet va visitar els Estats Units, Dinamarca, Noruega i Suècia, viatges que la van concienciar del moviment internacional feminista. L'any 1906, va assistir a la International Women's Suffrage Conference de Copenhaguen i va ser animada per Carrie Chapman Catt a fundar una comunitat sufragista a Islàndia. L'any 1907 va fundar la primera comunitat sufragista d'Islàndia, l'Associació Islandesa dels Drets de la Dona (o Kvenréttindafélag Íslands en islandès) i en va ser-ne presidenta del 1907 al 1927. Bríet Bjarnhéðinsdóttir va pertànyer al primer grup de dones electes a l'Ajuntament de Reykjavik, on hi va treballar de 1908 a 1912 i de 1914 a 1920. L'any 1916, i un altre cop l'any 1926, es va presentar sense èxit pel Alþingi, el parlament d'Islàndia.